# Forsvarsdepartementet

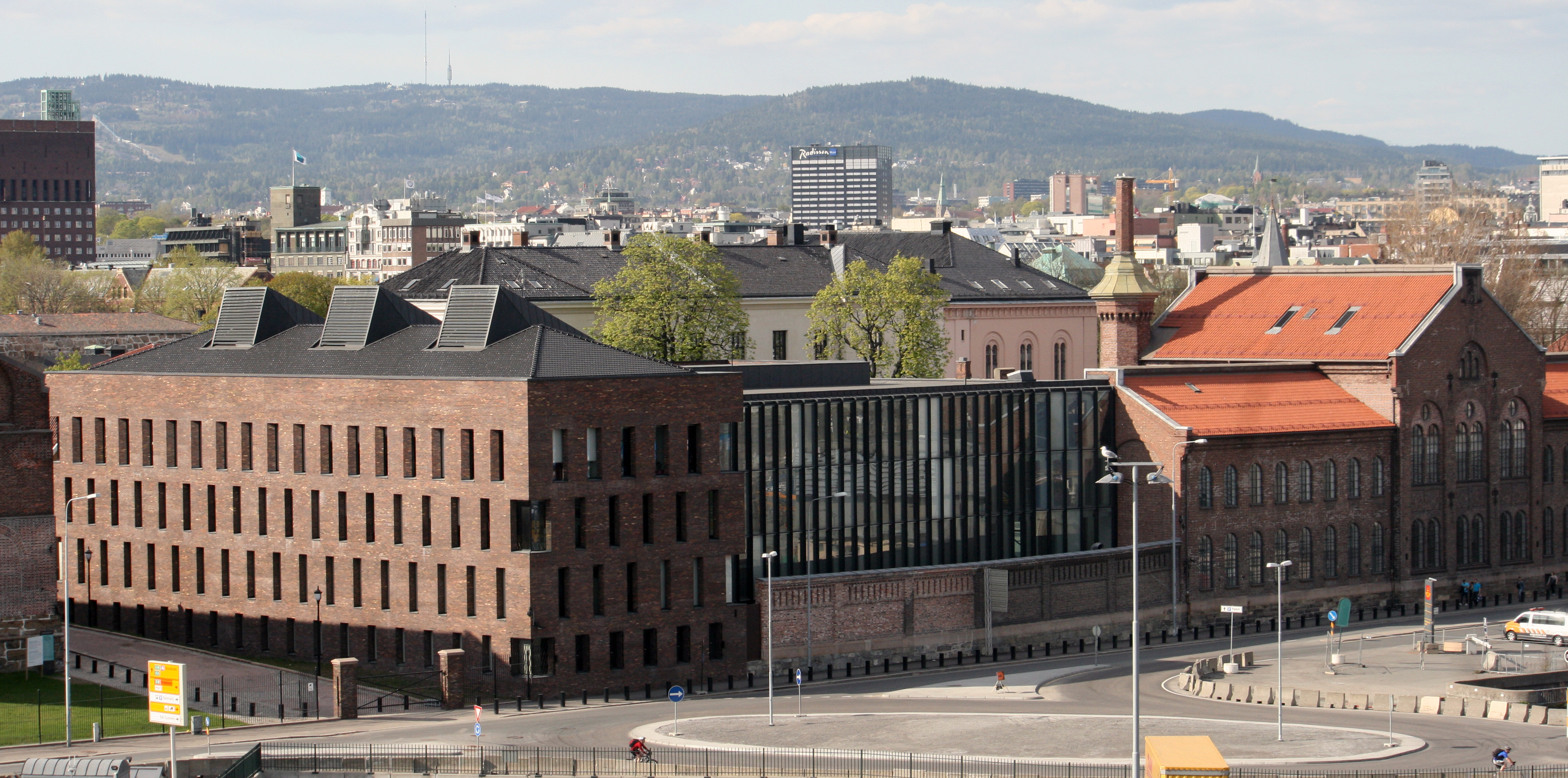
Sitz des Verteidigungsministerium, Glacisgata 1

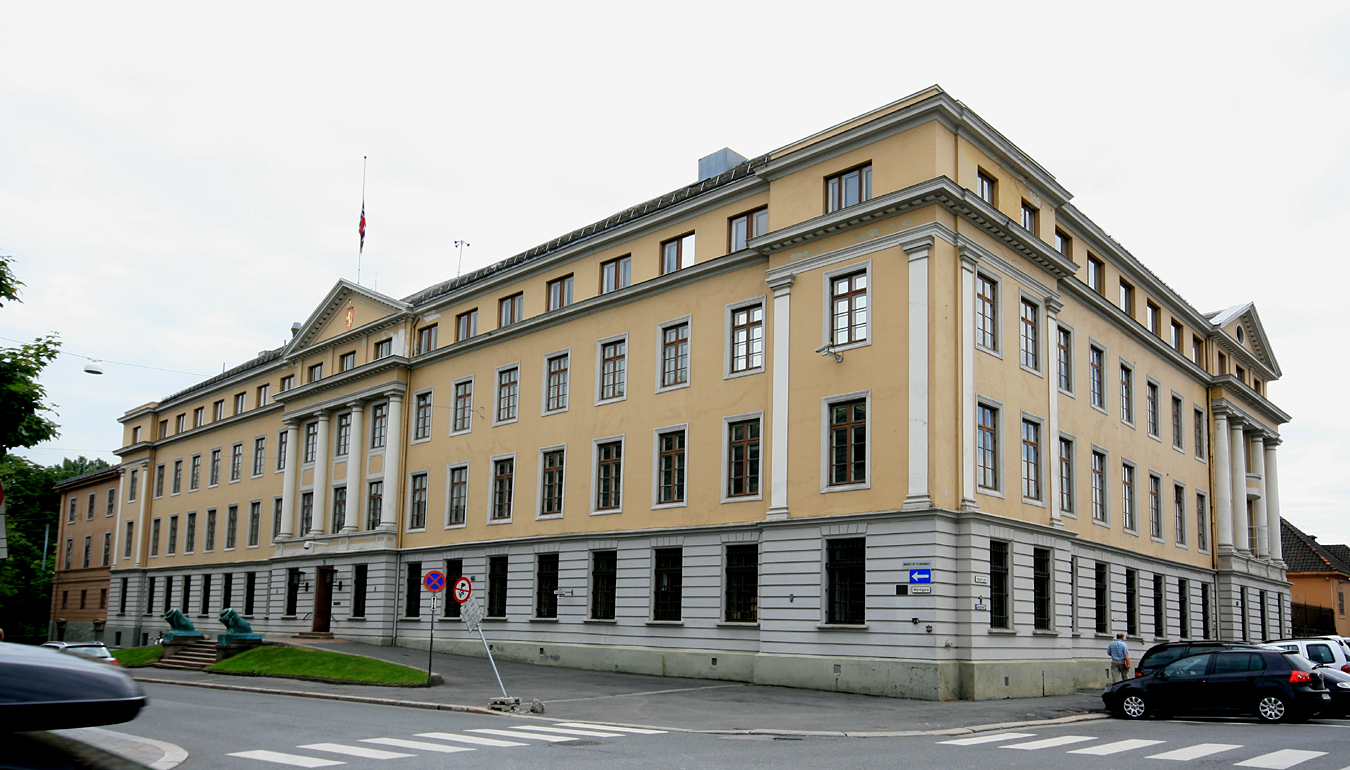
Sitz des Verteidigungsministerium, Myntgata 1

Das Forsvarsdepartementet (kurz: FD) ist das norwegische Verteidigungsministerium. Es wurde am 1. September 1885 durch die Zusammenlegung des Armee- und des Marineministeriums gegründet. Seit Februar 2025 ist Tore O. Sandvik von der Arbeiderpartiet (Ap) der Verteidigungsminister Norwegens.

## Geschichte

### Vorgängerministerien (1814–1885)
Am 30. November 1814 wurde mit dem 6. Departementet das erste norwegische Ministerium gegründet, das für Militärangelegenheiten zuständig war. Es wurde von einem General geleitet. Zum 31. März 1815 wurde das 7. Departementet abgespalten. Das sechste Ministerium behielt die Zuständigkeit für die Armee, dem siebten Ministerium wurde im Rahmen dessen die Zuständigkeit für die Marine übertragen. Das siebte Ministerium wurde zunächst von einem Admiral geleitet.
Zum 1. Januar 1819 erhielten die beiden Ministerien die Namen Armedepartementet (deutsch Armeeministerium) und Marinedepartementet (deutsch Marineministerium). Im Jahr 1827 bezogen die beiden Ministerien ein Bürogebäude am Bankplassen. Am 2. Oktober 1861 wurden die Zuständigkeiten des Postministeriums an das Marineministerium übertragen und das Ministerium in Marine- og postdepartementet (deutsch Marine- und Postministerium) umbenannt. Nach der Neugründung des Postministeriums erhielt das Marineministerium am 1. Mai 1885 seinen alten Namen zurück.

### Verteidigungsministerium (seit 1885)
Das heutige Verteidigungsministerium unter dem Namen Forsvarsdepartementet wurde zum 1. September 1885 gegründet. Dabei wurde das Marinedepartement aufgelöst und dessen Zuständigkeiten an das Armedepartementet übertragen. Das Armedepartementet wurde im Zuge dessen in Forsvarsdepartementet (deutsch Verteidigungsministerium) umbenannt. Im Jahr 1920 wurde die Zuständigkeit für die Luftfahrt an das Verteidigungsministerium übertragen. Im Jahr 1930 wurde mit der Abteilung für zivile und wirtschaftliche Fragen schließlich die erste Abteilung mit ziviler Leitung gegründet.
Während des Zweiten Weltkriegs wurde das Ministerium von den deutschen Besatzern aufgelöst. Von der Regierung Nygaardsvold, die sich ab Juni 1940 im Exil in London befand, wurde das Ministerium allerdings parallel weitergeführt. Nach der Kapitulation der Wehrmacht am 8. Mai 1945 wurden sämtliche Ministerien wieder auf den Stand vom 9. April 1940 zurückgeführt. Im August 1945 wurde die nach Teilstreitkräften aufgebaute Abteilungsstruktur aufgelöst und nach Zuständigkeitsbereichen neu aufgebaut.
Im Februar 1946 wurde die Zuständigkeit für die zivile Luftfahrt an das Arbeitsministerium übertragen. Bei der Gründung der NATO im Jahr 1949 wurde zudem eine neue Abteilung mit Zuständigkeit für das Bündnis errichtet. Im Jahr 1970 kam schließlich die Pressestelle und eine für die Sicherheitspolitik zuständigen Abteilung hinzu. Im selben Jahr zog das Ministerium nach Huseby in das Gebäude Forsvarsbygget. Von dort zog man 1987 wieder aus und zurück in die Myntgata 1, nahe der Festung Akershus.
Im Jahr 1993 wurde die Anzahl der Abteilungen von sieben auf vier reduziert. Mit Eldbjørg Løwer übernahm im Jahr 1999 erstmals eine Frau den zum Verteidigungsministerium gehörigen Ministerposten. Sie war die erste Verteidigungsministerin in einem NATO-Land. Der Stab des Oberbefehlshabers der norwegischen Streitkräfte (Forsvarssjefen) wurde 2003 ins Ministerium eingegliedert. Im Jahr 2007 zog das Ministerium in die Glacisgata 1 um. Im Jahr 2011 kehrten Teile des Ministeriums zurück in das Gebäude an der Myntgata 1.

## Organisation
Der Verteidigungsminister ist oberster Leiter des Ministeriums. Der Verwaltungschef ist der sogenannte Departementsråd.
Dem Ministerium sind folgende Behörden nachgeordnet:
- Norwegische Streitkräfte (Forsvaret)
- Forsvarets forskningsinstitutt: Forschungsinstitut
- Forsvarsbygg: Behörde für die Verwaltung von Militärgebäuden
- Forsvarsmateriell: Behörde für die Anschaffung von Waffen

## Minister
Im Februar 2025 übernahm Tore O. Sandvik (Ap) das Amt des Verteidigungsministers von Bjørn Arild Gram (Sp).